# Сборная Панамы по футболу
Сборная Панамы по футболу (исп. Selección de fútbol de Panamá) — команда, представляющая Панаму в международных матчах и турнирах по футболу. Контролируется и управляется Панамской федерацией футбола. Панама сыграла первый международный матч против Сборной Халиско, представляющей Мексику, 28 июля 1937 года в Сантьяго-де-Кали, Колумбия. Домашний стадион команды — стадион имени Роммеля Фернандеса в Панаме, вмещающий 32 000 зрителей и расположенный в городском спортивном центре Ирвинга Саладино.
Команда Панамы вышла один раз на чемпионат мира (2018). В Золотом кубке КОНКАКАФ Панама дважды доходила до финала: в 2005 и 2013 годах, оба раза проигрывая хозяевам — Соединенным Штатам. На Центральноамериканском кубке Панама становилась чемпионом в 2009 году и вице-чемпионом в 2007 и 2017 годах. Также Панама выиграла чемпионат КККФ в 1951 году.
Самым большим достижением сборной Панамы стала минимальная победа со счетом 2:1 над командой Коста-Рики в октябре 2017 года в отборочном турнире чемпионата мира, которая позволила отобраться на чемпионат мира в России. Центральноамериканская команда дебютировала в группе G, в которой заняла последнее место, проиграв Бельгии, Англии и Тунису.

## История

### Начало 1920-х и 1930-х годов
Около 1920-х годов начался организованный футбол в Панаме, при этом заметную роль сыграли такие личности, как доктор Фиге в антильском регионе и, особенно, полковник Габриэль Барриос, важный меценат панамского спорта того времени.
Первые собранные упоминания указывают на десятилетие преобразований панамского футбола, организация которого все ещё находилась в зачаточном состоянии. Однако отсутствие должной поддержки и сложные условия тех лет не давали ему возможности выхода на международный уровень, даже несмотря на возможность принять участие в первом чемпионате мира 1930 года в Уругвае. Несмотря на то, что страна не была готова к статусу активного члена ФИФА, Национальная футбольная лига, которой на тот момент председательствовал Нессим Рамос, получила официальное приглашение от Уругвайской футбольной ассоциации на участие панамской команды в чемпионате мира, но приглашение было отклонено.
Первый официальный матч состоялся в 1938 году с победой над Венесуэлой (2:1). Самое крупное поражение было в матче против Коста-Рики, матч состоялся в 1938 году во время IV Центральноамериканских и Карибских игр в Панаме и закончилась удручающим результатом, поскольку Костариканцы победили со счетом 11:0.

## Участие в турнирах
11 октября 2017 года сборная Панамы впервые в своей истории преодолела квалификационную стадию чемпионата мира, получив право дебютировать на ЧМ-2018 в России. Президент Панамы объявил 11 октября общенациональным праздником.
18 июня в дебюте национальной сборной на матче ЧМ-2018 уступили сборной Бельгии 0:3. Далее разгром от Англии 1:6 и поражение от Туниса 1:2. Единственный гол забил Фелипе Балой.

### Чемпионат мира
- С 1930 по 1974 — не участвовала
- С 1978 по 2014 — не прошла квалификацию
- 2018 — групповой этап (32-е место)
- 2022 — не прошла квалификацию

### Золотой кубок КОНКАКАФ
Чемпионат наций КОНКАКАФ
- 1963 — групповой этап
- 1965 — не участвовала
- 1967 по 1969 — не прошла квалификацию
- 1971 по 1973 — не участвовала
- 1977 по 1989 — не прошла квалификацию

Золотой кубок КОНКАКАФ
- 1991 — не прошла квалификацию
- 1993 — групповой этап
- 1996 — не прошла квалификацию
- 1998 — не прошла квалификацию
- 2000 — не участвовала
- 2002 — не прошла квалификацию
- 2003 — не прошла квалификацию
- 2005 — 2-е место
- 2007 — четвертьфинал
- 2009 — четвертьфинал
- 2011 — полуфинал
- 2013 — 2-е место
- 2015 — 3-е место
- 2017 — четвертьфинал
- 2019 — четвертьфинал
- 2021 — групповой этап
- 2023 — 2-е место

### Центральноамериканский кубок
Кубок наций Центральной Америки
- 1991 — не прошла квалификацию
- 1993 — 3-е место
- 1995 — групповой этап
- 1997 — групповой этап
- 1999 — не участвовала
- 2001 — 4-е место
- 2003 — 5-е место
- 2005 — 4-е место
- 2007 — 2-е место
- 2009 — чемпион

Центральноамериканский кубок
- 2011 — 3-е место
- 2013 — 4-е место
- 2014 — 3-е место
- 2017 — 2-е место

### Кубок Америки
- 2016 — групповой этап
- 2024 — 1/4 финала

## Состав
Следующие игроки были вызваны в состав сборной главным тренером Томасом Кристиансенем для участия в матчах отборочного турнира чемпионата мира 2022 против сборной Коста-Рики (27 января 2022), сборной Ямайки (30 января 2022) и сборной Мексики (2 февраля 2022).
Игры и голы приведены по состоянию на 16 ноября 2021 года:
|  | Вр  | Хосе Кальдерон         | 14 августа 1985 (39 лет)   | 42  | 0  | Сан-Франсиско             |  |  |
|  | Вр  | Луис Мехия             | 16 марта 1991 (34 года)    | 40  | 0  | Унион Эспаньола           |  |  |
|  | Вр  | Орландо Москера        | 25 декабря 1994 (30 лет)   | 5   | 0  | Олвейс Реди               |  |  |
|  | Вр  | Сесар Самудио          | 26 марта 1994 (31 год)     | 0   | 0  | Индепендьенте Ла-Чоррера  |  |  |
|  |     |                        |                            |     |    |                           |  |  |
|  | Защ | Гарольд Каммингс       | 1 марта 1992 (33 года)     | 78  | 1  | Олвейс Реди               |  |  |
|  | Защ | Эрик Дэвис             | 31 марта 1991 (34 года)    | 67  | 4  | ДАК 1904 Дунайска-Стреда  |  |  |
|  | Защ | Фидель Эскобар         | 9 января 1995 (30 лет)     | 47  | 1  | Алькоркон                 |  |  |
|  | Защ | Майкл Амир Мурильо     | 11 февраля 1996 (29 лет)   | 46  | 2  | Андерлехт                 |  |  |
|  | Защ | Родерик Миллер         | 3 апреля 1992 (33 года)    | 30  | 1  | Аль-Кува Аль-Джавия       |  |  |
|  | Защ | Андрес Андраде         | 16 октября 1998 (26 лет)   | 12  | 1  | Арминия Билефельд         |  |  |
|  | Защ | Азмахар Ариано         | 14 января 1991 (34 года)   | 7   | 0  | Монагас                   |  |  |
|  | Защ | Сесар Блэкмэн          | 2 апреля 1998 (27 лет)     | 6   | 0  | ДАК 1904 Дунайска-Стреда  |  |  |
|  | Защ | Джиовани Рамос         | 26 января 1997 (28 лет)    | 3   | 0  | Депортиво Ла Гуайра       |  |  |
|  | Защ | Хорхе Гутьеррес        | 1 сентября 1998 (26 лет)   | 1   | 0  | Тауро                     |  |  |
|  |     |                        |                            |     |    |                           |  |  |
|  | ПЗ  | Армандо Купер          | 26 ноября 1987 (37 лет)    | 119 | 9  | Арабе Унидо               |  |  |
|  | ПЗ  | Альберто Кинтеро       | 18 декабря 1987 (37 лет)   | 114 | 7  | Университарио             |  |  |
|  | ПЗ  | Анибаль Годой          | 10 февраля 1990 (35 лет)   | 111 | 3  | Нэшвилл                   |  |  |
|  | ПЗ  | Йоэль Барсенас         | 23 октября 1993 (31 год)   | 54  | 2  | Леганес                   |  |  |
|  | ПЗ  | Хосе Луис Родригес     | 19 июня 1998 (27 лет)      | 30  | 2  | Спортинг Хихон            |  |  |
|  | ПЗ  | Адальберто Карраскилья | 28 ноября 1998 (26 лет)    | 24  | 1  | Хьюстон Динамо            |  |  |
|  | ПЗ  | Сесар Янис             | 28 января 1996 (29 лет)    | 21  | 1  | Реал Сарагоса             |  |  |
|  | ПЗ  | Абдиэль Аярза          | 12 сентября 1992 (32 года) | 18  | 3  | Куско                     |  |  |
|  | ПЗ  | Альфредо Стефенс       | 25 декабря 1994 (30 лет)   | 16  | 1  | 9 октября                 |  |  |
|  | ПЗ  | Кристиан Мартинес      | 6 февраля 1997 (28 лет)    | 11  | 0  | Пласа Амадор              |  |  |
|  | ПЗ  | Кристиан Кинтеро       | 23 мая 1997 (28 лет)       | 1   | 0  | Тауро                     |  |  |
|  | ПЗ  | Фредди Гондола         | 18 сентября 1995 (29 лет)  | 1   | 0  | Актобе                    |  |  |
|  |     |                        |                            |     |    |                           |  |  |
|  | Нап | Габриэль Торрес        | 31 октября 1988 (36 лет)   | 98  | 22 | Свободный агент           |  |  |
|  | Нап | Роландо Блэкберн       | 9 января 1990 (35 лет)     | 44  | 10 | Рояль Пари                |  |  |
|  | Нап | Хосе Фахардо           | 18 августа 1993 (31 год)   | 22  | 3  | Куско                     |  |  |
|  | Нап | Исмаэль Диас           | 12 мая 1997 (28 лет)       | 12  | 2  | Универсидад Католика Кито |  |  |

## Форма

### Домашняя
| КОНКАКАФ 2011 | КОНКАКАФ 2013 | КОНКАКАФ 2015 | КА-2016 | КОНКАКАФ 2017 | ЧМ-2018 | КОНКАКАФ 2021 | КОНКАКАФ 2023 | КА-2024 |

### Гостевая
| КОНКАКАФ 2011 | КОНКАКАФ 2013 | КОНКАКАФ 2015 | КА-2016 | КОНКАКАФ 2017 | ЧМ-2018 | КОНКАКАФ 2021 | КОНКАКАФ 2023 | КА-2024 |

### Резервная
| КОНКАКАФ 2017 | КОНКАКАФ 2019 | КОНКАКАФ 2021 |

Источники:,